# Nombre de Platon
Le  nombre de Platon  (ou nombre nuptial) est un nombre entier auquel Platon fait référence (de manière énigmatique) dans son dialogue La République (546b). Il n'y a pas réellement de consensus sur la valeur de ce nombre ou sur sa signification, mais 216 en est la valeur la plus souvent proposée. 

## Le texte de Platon
Dans La République, Platon indique les lois qui devraient régler les mariages et la procréation des enfants dans la cité : il mentionne notamment un nombre correspondant à une période entre les générations, souvent appelé pour cette raison nombre nuptial. Le texte est connu pour sa difficulté ; on remarque aisément de grandes différences de lexique et de syntaxe entre ses nombreuses traductions, qui n'en permettent pas une interprétation sans équivoque. Voici un extrait d'une traduction récente (sur le site de Philippe Remacle) du passage pertinent (la « définition » du nombre de Platon est en italique)  : 

« quelque habiles que soient les  chefs de la cité que vous avez élevés, ils n'en obtiendront pas mieux, par le calcul joint à l'expérience, que les générations soient bonnes ou n'aient pas lieu ; ces choses leur échapperont, et ils engendreront des enfants quand il ne le faudrait pas. Pour les générations divines il y a une période qu'embrasse un nombre parfait ; pour celles des hommes, au contraire, c'est le premier nombre dans lequel les produits des racines par les carrés—comprenant trois distances et quatre limites—des éléments qui font le semblable et le dissemblable, le croissant et le décroissant, établissent entre toutes choses des rapports rationnels. Le fond épitrite de ces éléments, accouplé au nombre cinq, et multiplié trois fois donne deux harmonies : l'une exprimée par un carré dont le côté est multiple de cent, l'autre par un rectangle construit d'une part sur cent carrés des diagonales rationnelles de cinq, diminués chacun d'une unité, ou des diagonales irrationnelles, diminués de deux unités, et, d'autre part, sur cent cubes de trois. C'est ce nombre géométrique tout entier qui commande aux bonnes et aux mauvaises  naissances »

C'est « ce nombre géométrique tout entier » qu'on appelle le nombre de Platon, le nombre géométrique  ou le  nombre nuptial (et parfois le « nombre de la mariée »). On pense que le « nombre parfait » correspondant aux « générations divines » mentionnées au début du texte fait référence quant à lui à la Grande Année du Timée (39d). Ce discours est supposé prononcé par les muses, ; de fait Philippe Mélanchthon l'a comparé à l'obscurité proverbiale des paroles de la Sibylle. Cicéron l'avait déjà mentionné comme « obscur »,   cependant d'autres auteurs ont plutôt vu ce passage comme écrit de manière ludique,.

## Interprétations
La signification et la valeur de ce nombre ne font pas consensus. Le passage où Platon l'introduit a fait l'objet de discussions depuis qu'il fut écrit, et si la valeur 216 est la plus souvent proposée, on rencontre aussi fréquemment 3 600 ou son carré,  12 960 000.  
Une liste incomplète d'auteurs l'ayant étudié ou au moins mentionné contiendrait les noms d'Aristote et Proclus dans l'Antiquité ; de Marsile Ficin et Jérôme Cardan à la Renaissance ; de Eduard Zeller, Friedrich Schleiermacher, Paul Tannery et Friedrich Hultsch au XIXe siècle ; de nouveaux noms s'ajoutent sans cesse à cette liste.
Il semble que du temps de Platon et encore un peu après, la signification et même la valeur de ce nombre  étaient claires, comme le montre une remarque incidente d'Aristote. Cependant, un demi-millénaire plus tard, il était devenu une énigme pour les  néoplatoniciens, qui écrivaient souvent à son sujet, en en proposant des interprétations numérologiques et géométriques, voire mystiques. Les textes de Platon disparurent ensuite, et ce n'est qu'à la Renaissance que l'énigme refit brièvement surface ; puis, au XIXe siècle, lorsque les textes originaux furent restaurés, le problème réapparut. Schleiermacher interrompit durant douze ans sa traduction de Platon pour tenter de donner un sens à ce paragraphe ; Victor Cousin expliqua en note qu'il ne tenterait pas de traduire  ce passage dans son édition en français des  œuvres de  Platon. Au début du XXe siècle, des découvertes archéologiques amenèrent à suggérer une origine babylonienne à cette question.
La signification exacte du « nombre nuptial » est ainsi perdue, même si certains auteurs considèrent qu'il s'agit de durées marquant la nécessaire dégénérescence de l'ordre parfait de la Cité ; d'autres n'y voient qu'une énigme récréative proposée par Socrate pour tourner en dérision ceux qui prennent ce genre de calculs au sérieux. C'est pourquoi beaucoup des analyses modernes  tentent seulement de décrypter les indications du texte, pour résoudre l'énigme arithmétique qu'il énonce. La plupart des commentateurs suggèrent ainsi que la valeur du nombre de Platon est 216,  parce que c'est le cube de 6, remarquable comme somme des cubes du   triplet pythagoricien (3,4,5) : {\displaystyle 3^{2}+4^{2}=5^{2}} et {\displaystyle 3^{3}+4^{3}+5^{3}=6^{3}=216}.
Leurs analyses ont cependant tendance à négliger la seconde partie du texte, où d'autres nombres et leurs relations sont décrits. Les opinions à leur sujet tendent à proposer 480 000 et 270 000,  mais sans s'accorder sur les détails. Ainsi, on voit parfois  la remarque selon laquelle {\displaystyle 48\times 27=36\times 36=1296=6^{4}} ; d'autres interprétations utilisent  48+27=75. Cependant, la majorité des commentateurs utilisant ces nombres aboutissent pour le nombre de Platon à la valeur {\displaystyle 60^{4}=12\,960\,000} ; Marc Denkinger, commentant à ce sujet des travaux commencés avec Friedrich Hultsch et se poursuivant durant un demi-siècle, tente de montrer que cette valeur répond de trois manières différentes aux conditions de l'énigme.
Parmi les autres valeurs proposées pour le nombre de Platon, on trouve :
- {\displaystyle 17500=100\times 100+4800+2700}, par Otto Weber (1862)[16] ;
- {\displaystyle 760000=750000+10000=19\times 4\times 10000}, 19 étant {\displaystyle ({\tfrac {4}{3}}+5)\times 3}, ainsi que le nombre d'années du cycle métonique[8] ;
- {\displaystyle 8128=2^{6}\cdot (2^{7}-1)}, un nombre parfait proposé par Jérôme Cardan, lequel savait que ces nombres  sont décomposables en sommes de cubes de nombres impairs consécutifs[17] : {\displaystyle 8128=1^{3}+3^{3}+5^{3}+\dots +15^{3}}.
- {\displaystyle 1728=12^{3}=8\cdot 12\cdot 18}, par Marsile Ficin (1496)[18] ;
- {\displaystyle 5040=144\times 35=(3+4+5)^{2}\cdot (2^{3}+3^{3})}, par Jacob Friedrich Fries (en) (1823)[8].

Il convient enfin de signaler que, outre le « nombre parfait » déjà mentionné, il est fait allusion à un troisième nombre mystérieux plus loin dans le texte de La République (587b), le « nombre du Tyran ».